# Miconia lundellii
Miconia lundellii är en tvåhjärtbladig växtart som först beskrevs av John Julius Wurdack, och fick sitt nu gällande namn av Frank Almeda. Miconia lundellii ingår i släktet Miconia och familjen Melastomataceae. Inga underarter finns listade i Catalogue of Life.